# Tony Brise
Tony Brise (n. 28 martie 1952, Greater London, Anglia, Regatul Unit – d. 29 noiembrie 1975, Greater London, Londra⁠(d), Anglia, Regatul Unit) a fost un pilot de Formula 1. De-a lungul carierei a luat startul în 10 curse, niciuna din pole-position. Nu a câștigat nicio cursă și nu a terminat niciodată pe podium, acumulând 1 puncte în întreaga activitate ca pilot de Formula 1.